# Andriy Kutsmus
Andriy Kutsmus (en ukrainien : Андрій Куцмус) est un joueur ukraine de volley-ball né le 5 décembre 1986 à Rivne (RSS d'Ukraine). Il mesure 1,94 m et joue réceptionneur-attaquant.

## Clubs
| Club                 | De        | À         |
| -------------------- | --------- | --------- |
| Azot Tcherkassy      |           | 2008-2009 |
| VK Lokomotiv Kharkiv | 2009-2010 | 2011-2012 |
| MGTU Moscou          | 2012-2013 | 2012-2013 |
| VK Grozny            | 2013-2014 | ...       |

## Palmarès
- Championnat d'Ukraine (3)
  - Vainqueur : 2010, 2011, 2012
- Coupe d'Ukraine (3)
  - Vainqueur : 2010, 2011, 2012